# Deuce (песня)
«Deuce» — песня группы Kiss с дебютного альбома 1974 года Kiss.

## О песне
Песня «Deuce» была издана на первом альбоме группы Kiss и была седьмой в списке композиций. Отдельным синглом песня не выпускалась. Автором песни стал Джин Симмонс. По его словам, композиция была придумана в автобусе. Он услышал её в своей голове, после чего вместе с группой была создана аранжировка. Вступительный рифф написал Пол Стэнли, вдохновившись песней Raspberries «Go All the Way». Основная басовая партия принадлежала Симмонсу и была позаимствована из песни Rolling Stones «Bitch» с альбома Sticky Fingers: музыкант признавался, что сыграл её задом наперёд, немного видоизменив. Хотя текст содержал фразы, в которых говорилось о работящем мужчине, который достоин большего, Симмонз признавался, что не вкладывал в слова песни какой-то определённый смысл.
«Deuce» была одной из самых любимых песен Эйса Фрейли. Гитарист играл её первой во время своего прослушивания в группу: в то время, как Симмонс, Пол Стэнли и Питер Крисс играли основную партию, Фрейли исполнял поверх этого гитарное соло. В начале существования Kiss песня часто открывала концертные выступления группы. После этого они не играли её на протяжении почти десяти лет, пока в конце восьмидесятых не вернули «Deuce» в свой репертуар.
Ленни Кравитц записал кавер-версию «Deuce» в стиле фанк-рок для трибьют-альбома Kiss My Ass: Classic Kiss Regrooved, вышедшего в 1994 году.